# Розенфельд, Элвин
Э́лвин Ро́зенфельд (англ. Alvin H. Rosenfeld); 1938, Пенсильвания, США) — американский учёный, профессор англистики и иудаистики Индианского университета в Блумингтоне, основатель и директор Института по изучению современного антисемитизма (ISCA) при Индианском университете. Научные интересы Розенфельда включают литературу Холокоста, американскую еврейскую литературу, литературу изгнания и современный антисемитизм.

## Биография
Элвин Розенфельд родился в 1938 году в штате Пенсильвания в США. В небогатом районе одного из городов южной Пенсильвании, где он рос, жили эмигранты из многих стран, однако отношения между ними не были заражены антисемитизмом. Родом из Подолья, его родители с детства испытали на себе проявления антисемитизма, но им удалось вовремя иммигрировать в США.
О Холокосте впервые узнал, когда ещё ребёнком разглядывал семейные фотографии и задумывался о тех членах семьи, которые остались в России и ему не суждено встретиться с ними. Он впоследствии вспоминал: «Всякий раз, когда я расспрашивал о них родителей, я не получал никакого ответа. Это молчание оставалось со мной и заставляло меня задуматься».
В 1960 году Розенфельд получил степень бакалавра в Темпльском университете в Филадельфии. Продолжил учёбу в Брауновском университете в Провиденсе. В 1962 году стал магистром англистики (степень M.A.), а в 1967 году, после защиты докторской работы на тему «Эмерсон и Уитмен: их личные и литературные отношения», Элвину Розенфельду была присвоена степень Ph.D..

### Индианский университет
C 1968 года преподаёт в Индианском университете. Вначале занимал должности ассистент-профессора (до 1972 года) и адъюнкт-профессора. Позднее получил назначение заведующего кафедрой иудаистики имени Ирвинга Глейзера, учреждённой в 1999 году.
В 1973 году Розенфельд основал межфакультетскую Программу иудаистики имени Роберта и Сандры Борнс, которую возглавлял в течение 30 лет. Индианский университет был одним из первых общественных учебных заведений США, основавших такую программу, и она является одной из крупнейших программ иудаистики в стране. В 2004 году возглавил Институт еврейской культуры и искусства в городе Блумингтон.
Он также является основателем Института по изучению современного антисемитизма (ISCA) при Индианском университете и стоит во главе Института со дня его основания в 2009 году. Создавая институт, он ставил перед собой задачу исследовать, почему такая глубокая ненависть, как антисемитизм, не исчезает и как можно улучшить это положение.
В апреле 2011 года Розенфельд и руководимый им институт организовали международную конференцию «Возрождающийся антисемитизм: глобальные перспективы», в которой приняло участие 35 учёных их 13 стран. Это была первая конференция недавно созданного Института и, по мнению Розенфельда, только вторая конференция, проводимая в американских кампусах и посвященная современному антисемитизму.
Профессор Розенфельд удостоен награды Университета Индианы за выдающиеся заслуги и в 2013 году ему была вручена медаль проректора «за особые академические достижения, видение будущего и умелое руководство в течение многих лет».

### Дополнительная академическая и научно-исследовательская деятельность
Розенфельд был приглашённым профессором в Кильском университете в Германии и Еврейском университете в Иерусалиме, а также приглашенным исследователем в Гамбургском университете в Германии в 1985 и 1987 годах.
По назначению президента Джорджа У. Буша Розенфельд в 2002—2007 годы входил в состав Американского мемориального совета по Холокосту, курирующего Мемориальный музей Холокоста. В настоящее время (2014 г.) он входит в состав исполнительного комитета Музея Холокоста и занимает пост председателя академического комитета музейного центра перспективных исследований Холокоста.
Многие книги и публикации профессора Розенфельда посвящены теме Холокоста. В 2011 году увидела свет его книга «Конец Холокоста». Эта книга сравнивает воспоминания очевидцев Холокоста с множество книг, фильмов, телевизионных программ и политических высказываний, которые искажают и преуменьшают его историческое значение. Книга завершается весьма убедительным предупреждением о том, что произойдёт, если в общественном сознании наступит «конец Холокоста». Писатель Эли Визель, переживший ужасы Холокоста, сказал, что книга Розенфельда написана сильно и она достойна всей жизни автора, который всегда «придерживался принципов интеллектуальной целостности и моральной ответственности».
Розенфельд является редактором серий книг «Еврейская литература и культура» и «Исследования антисемитизма», издаваемых Издательством Индианского университета. Он также входит в состав редакционных коллегий журналов «Holocaust and Genocide Studies», «Shofar», «American Poetry Review» и других.

## Розенфельд о «прогрессивных» радикалах
В декабре 2006 года Американский еврейский комитет опубликовал эссе Розенфельда «„Прогрессивная“ еврейская мысль и новый антисемитизм». Эссе начинается с обзора проявлений антисемитизма в мусульманском мире и современной Европе. Затем анализируются отличительные черты нового антисемитизма. Автор обращает внимание на одну из особенностей нового антисемитизма: отрицание права еврейского государства на существование и безопасность, право которое имеют все другие страны. В эссе Розенфельд проводит чёткую границу между легитимной критикой Израиля и новым антисемитизмом, который подвергает сомнению само право еврейского государства на существование и огульно обвиняет его в нарушении прав человека. Далее в эссе приводится детальный анализ антисионистской деятельности некоторых еврейских радикалов. Автор эссе называет их «прогрессивными», так как таким термином пользуются сами американские антисионисты. Критикуя деятельность радикалов, Розенфельд пишет: «В то время, когда делегитимации и, в конечном счете, уничтожение Израиля является целью, рьяно провозглашаемой врагами еврейского государства, более чем печально видеть евреев, которые занимаются такой же диффамацией».
Газета Нью-Йорк Таймс отреагировала на эссе Розенфельда, опубликовав статью «Эссе, связывающее либеральных евреев с антисемитизмом, вызвало фурор». Исходя из предположения, что эссе пыталось связать всех либеральных евреев с новым антисемитизмом, автор статьи Патриция Коэн приводит различные мнения по этому вопросу. Особое место отводится мнению тех, чья деятельность критикуется в эссе. Сама Патриция Коэн полагает, что как противники, так и сторонники эссе раздувают и без того горячие споры о вкладе евреев в нарастающий антисемитизм. Входило ли это в планы газеты или нет, но горячая полемика вокруг эссе разгорелась именно после публикации «Нью-Йорк Таймс».
Профессор Розенфельд ответил своим критикам статьёй «Риторика насилия и евреи», а также интервью в СМИ. В статье он обратил внимание на то, что риторика ненависти, направленная против еврейского государства, содействует разжиганию антисемитизма, который уже проявляется в многочисленных нападениях на евреев и еврейские организации. В подтверждение опасности такой риторики он привёл слова Оруэлла: «если мысль уродует язык, то язык тоже может уродовать мысль». Он также отметил, что приписываемый ему термин «либеральные евреи» вовсе не упоминается в эссе. У него также не было намерения заставить кого-либо замолчать. В интервью Ynetnews Розенфельд высказал мнение, что некоторые прогрессивные евреи отмежёвываются от Израиля с целью утверждения своей идентичности в диаспоре, подобно тому как в Израиле отвергали диаспору в первые годы после создания государства. Несколькими годами позже в интервью Джерузалем пост Розенфельд сказал: «Тот, кто хочет понять современный антисемитизм, если только он честен, должен критически смотреть на роль тех евреев, в том числе израильских и бывших израильских, которые питают атмосферу усиливающейся ненависти по отношению к евреям, иудаизму и еврейскому государству».

### Избранные книги
- Уильям Блейк: эссе С. Фостеру Дэймону = William Blake: Essays for S. Foster Damon / Под ред. Элвина Розенфельда. — 1969. — ISBN 978-0-318-80069-1.
- Собрание стихотворений Джона Уилрайта = Collected Poems of John Wheelwright / Под ред. Элвина Розенфельда. — 1972.
- Противостояние Холокосту: влияние Эли Визеля = Confronting the Holocaust: Impact of Elie Wiesel / Под ред. Элвина Розенфельда и Ирвинга Гринберга. — 1979. — ISBN 0-253-11290-7.
- Элвин Розенфельд. Двойная гибель: размышления о литературе Холокоста = A Double Dying: Reflections on Holocaust Literature. — 1980. — ISBN 0-253-13337-8.
- Элвин Розенфельд. Восприятие Гитлера = Imagining Hitler. — 1985. — ISBN 0-253-13960-0.
- Оторванный от родины писатель: современная еврейская литература изгнания (англ.) = The Writer Uprooted: Contemporary Jewish Exile Literature / Под ред. Элвина Розенфельда. — 2008. — ISBN 978-0-253-21981-7.
- Элвин Розенфельд. Конец Холокоста = The End of the Holocaust. — 2011. — ISBN 0-253-35643-1.
- Возрождающийся антисемитизм: глобальные перспективы = Resurgent Antisemitism: Global Perspectives / Под ред. Элвина Розенфельда. — 2013. — ISBN 978-0-253-00878-7.

### Избранные статьи, эссе, выступления, доклады
- «Популяризация и память: пример Анны Франк» // в сборнике «Уроки и наследие I: значение Холокоста в меняющемся мире» (т. I) (англ. Popularization and Memory: The Case of Anne Frank // in "Lessons and Legacies I: The Meaning of the Holocaust in a Changing World (v. 1)"), 1991
- «Американизация Холокоста» (англ. The Americanization of the Holocaust), 1995
- «Лицом к лицу с погромом в Едвабне» (Alvin H. Rosenfeld. Facing Jedwabne (англ.). web.archive.org. Дата обращения: 14 июля 2014.), 2002
- «Антиамериканизм и антисемитизм: Новые рубежи фанатизма» (Alvin H. Rosenfeld. Anti-Americanism and Anti-Semitism: A New Frontier of Bigotry (англ.). web.archive.org. Дата обращения: 14 июля 2014.), 2003
- «Антисионизм в Великобритании и за её пределами:: „респектабельный“ антисемитизм?» (англ. Anti-Zionism in Great Britain and Beyond: A "respectable" Anti-semitism), 2004
- «Анна Франк и память о Холокосте в будущем» (англ. Anne Frank and the Future of Holocaust Memory), 2004
- «Прогрессивная» еврейская мысль и новый антисемитизм ([[английский язык|англ.]] “Progressive” Jewish Thought and the New Anti-Semitism). Американский еврейский комитет (2006). Дата обращения: 10 июня 2014. Архивировано из оригинала 12 марта 2010 года.
- «Отвечая на антисионизм, исходящий из кампусов» // в сборнике «Антисемитизм в кампусе: Прошлое и настоящее» (англ. Responding to Campus-based Anti-Zionism: Two Models // in "Antisemitism on the Campus: Past and Present"), 2011